# Parafia cywilno-wojskowa św. Jozafata Biskupa i Męczennika w Komorowie
Parafia cywilno-wojskowa pw. św. Jozafata Biskupa i Męczennika w Komorowie - parafia należąca do dekanatu Ostrów Mazowiecka - Wniebowzięcia NMP, diecezji łomżyńskiej, metropolii białostockiej. 
Jako parafia wojskowa jest podporządkowana bezpośrednio Wikariuszowi Biskupiemu ds. Koordynacji Pracy Dziekanów. Do roku 2012 parafia należała do Warszawskiego Dekanatu Wojskowego.

## Historia
Została erygowana 8 grudnia 1999 przez Biskupa łomżyńskiego Stanisława Stefanka przy kościele wojskowym w Ostrowi Mazowieckiej-Komorowie z terenu parafii Wniebowzięcia NMP i Chrystusa Dobrego Pasterza w Ostrowi Mazowieckiej. Zgodnie z umową – proboszczem tej parafii jest kapelan wojskowy.

## Miejsca święte

### Kościół parafialny
Kościół pw. św. Jozafata Biskupa Męczennika w Komorowie

## Obszar parafii

### Miejscowości i ulice
W granicach parafii znajdują się miejscowości:
- Komorowo (część bez gospodarstw znajdujących się przy Lubiejewie Starym),
- Antoniewo,
- Stok

oraz ulice Ostrowi Mazowieckiej:

- Ali Baby,
- Artyleryjska,
- Bagińska,
- Bajkowa,
- Bema,
- Kameralna,
- Kolejowa,
- Legionowa,
- Łączna,
- Miszewskiego,
- Oficerska,
- Reganowicza,
- Różana,
- Rzepeckiego,
- Saperska,
- Sikorskiego,
- Spokojna,
- Stacyjna,
- Szkoły Podchorążych Piechoty,
- Ułanów,
- Wąska,
- Wronia,
- Żwirowa